# 400
| 400                |
| ------------------ |
| Dødsfald - Fødsler |
|                    |

| Gregoriansk kalender | 400 CD                  |
| Ab urbe condita      | 1153                    |
| Armensk kalender     | I/T                     |
| Kinesiske kalender   | 3096 – 3097 己亥 – 庚子 |
| Etiopisk kalender    | 392 – 393               |
| Jødisk kalender      | 4160 – 4161             |
| Hindukalendere       |                         |
| - Vikram Samvat      | 455 – 456               |
| - Shaka Samvat       | 322 – 323               |
| - Kali Yuga          | 3501 – 3502             |
| Iransk kalender      | 222 BP – 221 BP         |
| Islamisk kalender    | 229 BH – 228 BH         |

Se også 400 (tal)

## Begivenheder

### Asien
- I Japan overtager kejser Nintokus søn Richu ifølge traditionen tronen som den 17. kejser.

### Europa
- Årets consuler for de to romerske riger er Stilicho (vest) og Aurelianus (øst).
- 9. januar - I Konstantinopel bliver kejser Arcadius' hustru Eudoxia officielt udnævnt til kejserinde (Augusta).
- Juli - 7.000 gotere myrdes af en ophidset folkemængde i Konstantinopel, mens den gotiske hærfører Gainas er i færd med at forlade byen.
- December - Goteren Gainas falder i kamp mod hunnerne, og deres høvding (konge) Uldin sender hans hoved som gave til kejser Arcadius.

## Dødsfald
- Gainas